# اس‌ام یو-۵۳
اس‌ام یو-۵۳ (به انگلیسی: SM U-53) یک زیردریایی بود که طول آن ۶۲٫۲ متر (۲۰۴ فوت ۱ اینچ) بود. این زیردریایی در سال ۱۹۱۶ ساخته شد.